# Ley sobre Bases Generales del Medio Ambiente (Chile)
La ley N° 19.300 Sobre bases generales del medio ambiente es una ley vigente en la República de Chile desde su promulgación el 1 de marzo de 1994 para estipular un marco general de regulación del derecho a vivir en un medio ambiente libre de contaminación, la protección del medio ambiente, la preservación de la naturaleza y la conservación del patrimonio ambiental. Asimismo, regula los instrumentos de gestión ambiental como la Evaluación Ambiental Estratégica, el Sistema de Evaluación de Impacto Ambiental y el Acceso a la Información Ambiental, la Responsabilidad por Daño Ambiental, la Fiscalización y el Fondo de Protección Ambiental y la institucionalidad ambiental de Chile.

## Historia

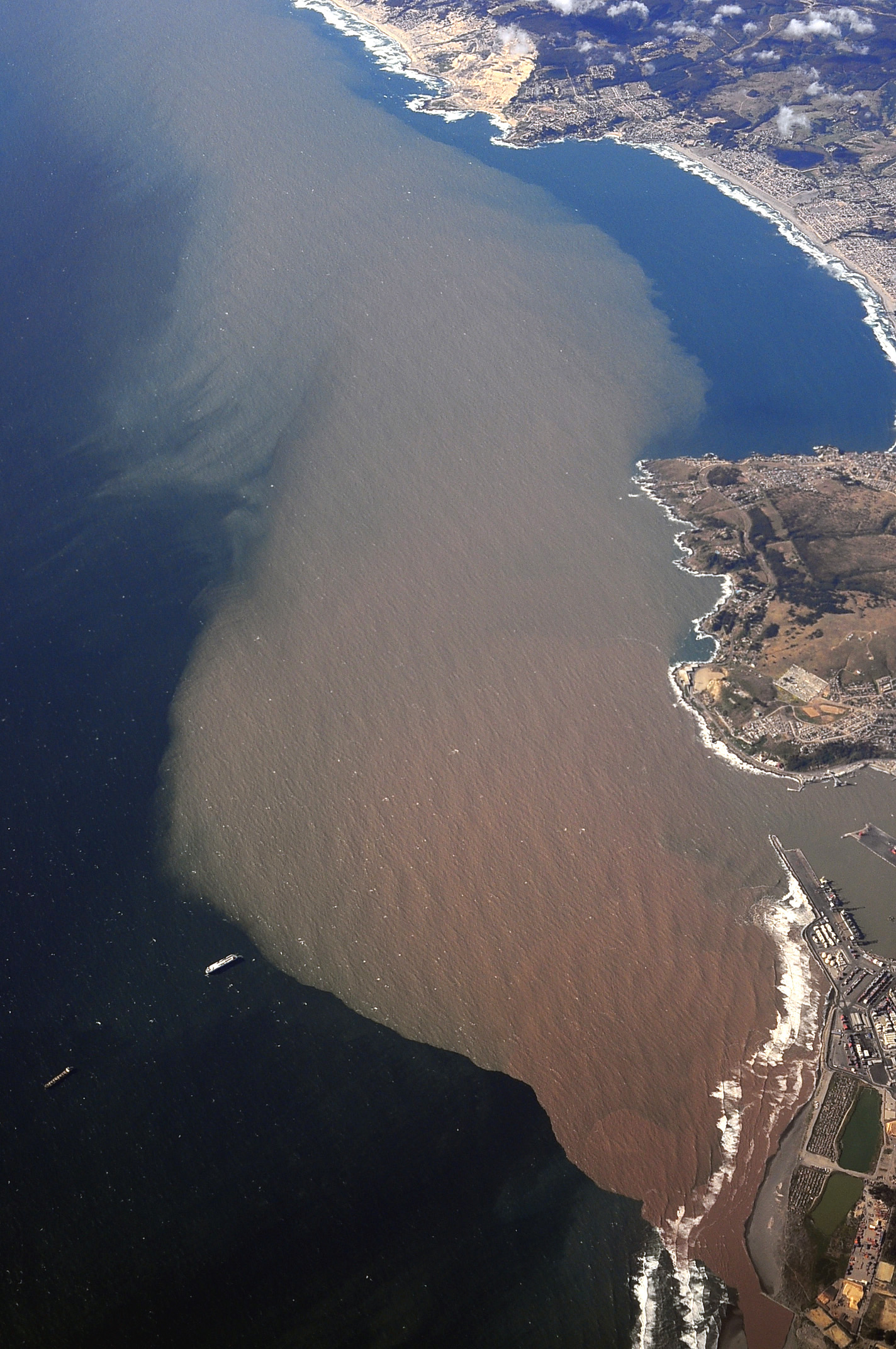
Vista aérea de la contaminación de la franja costera producida por los arrastres de lodos en la boca del río Maipo en San Antonio (2008).

La Constitución Política de la República de Chile de 1980 señala que es una obligación del estado velar por el derecho a un medio ambiente libre de contaminantes; en su artículo 19 numeral 8 garantiza a los ciudadanos «el derecho a vivir en un medio ambiente libre de contaminación». Es además deber del Estado «velar para que este derecho no sea afectado y tutelar la preservación de la naturaleza», implicando que es su obligación el mantener controlada la contaminación. «La ley podrá establecer restricciones específicas al ejercicio de determinados derechos o libertades para proteger el medio ambiente», implicando que se pueden establecer deberes.
Sin embargo, a pesar de que durante la década de 1980 existían un número de normativas vigentes que buscaban regular la contaminación ambiental, no existía un órgano dedicado específicamente a resolver y coordinar problemas relacionados con esto.
En septiembre de 1992 el presidente Patricio Aylwin comienza la discusión parlamentaria sobre el tema al incluir en su mensaje presidencial alusiones a la ley 19.300 «Ley Sobre Bases Generales del Medio Ambiente», recalcando la importante del desarrollo sustentable y el surgimiento de una preocupación por el medio ambiente. El proyecto de ley buscaba responder a los derechos de las personas «[…] a vivir en un medio ambiente libre de contaminación». La ley buscaba lograr esto convirtiendo al Estado en un ente regulador y fiscalizador de las actividades productivas que propicien la contaminación. Es por esto por lo que esta ley propone la creación de la Comisión Nacional de Medio Ambiente, así como una Comisión Regional del Medio Ambiente (COREMA) en cada región del país. En cuanto a la fiscalización, estos órganos administrativos deberían velar por el cumplimiento de la normativa ambiental vigente, siendo esto justificado por el principio legal “El que contamina paga” y el principio de gradualismo.
La ley fue aprobada y posteriormente promulgada el primero de marzo de 1994. Con esto se comienza a crear la institucionalidad necesaria en el país para proteger el medio ambiente. Para ello la legislación debió primero definir legalmente conceptos legales de esencial importancia para atribuir correctamente las responsabilidades jurídicas, entre las que destacan las definiciones de biodiversidad, contaminación, medio ambiente, conservación del patrimonio ambiental, preservación de la naturaleza, impacto ambiental y daño ambiental.

### Críticas al modelo de institucionalidad ambiental chilena

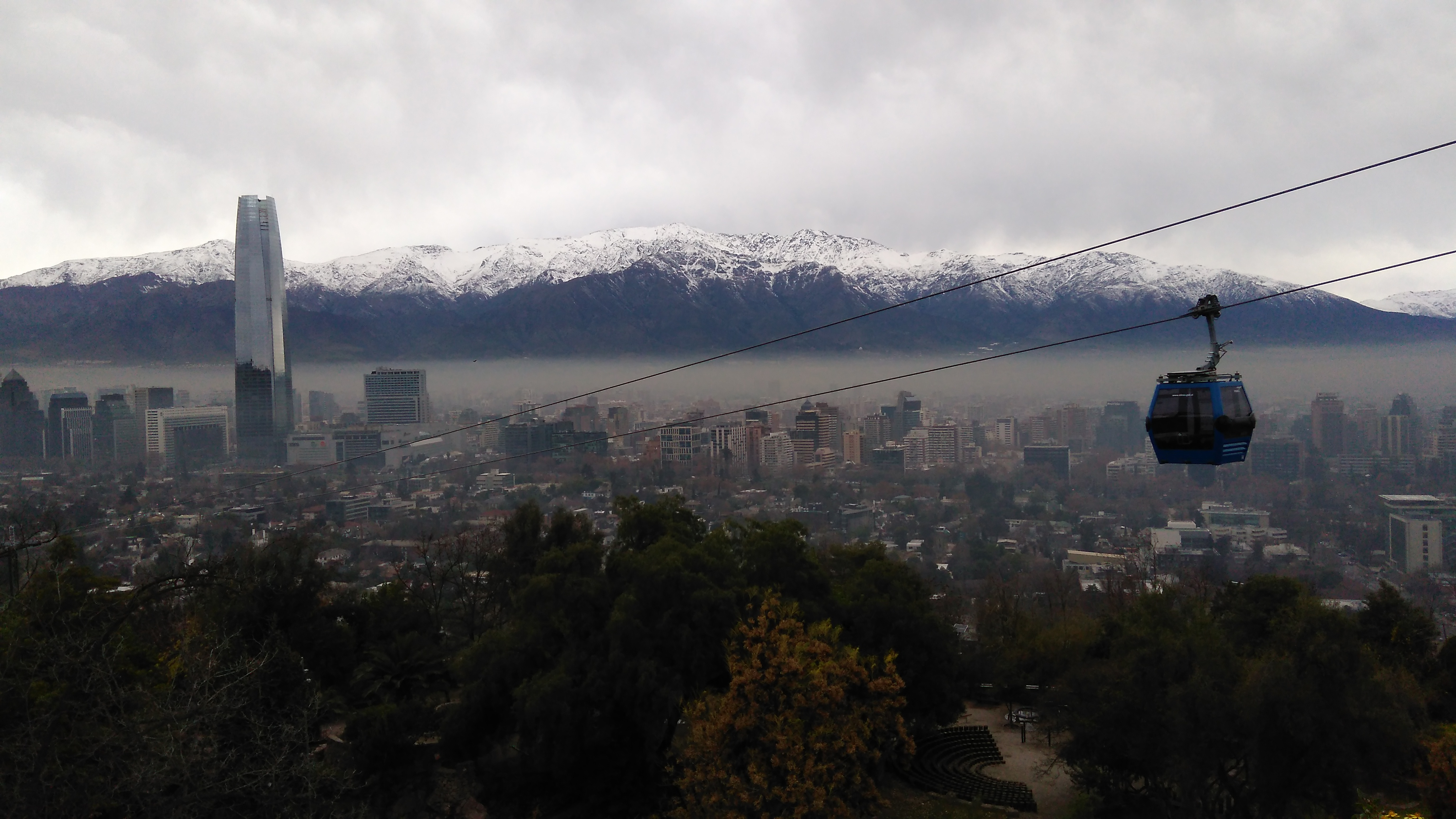
Capa de esmog cubriendo a la ciudad de Santiago (junio de 2017).

Sin embargo, pronto comenzaron a presentarse críticas a este nuevo mecanismo estatal existente: una de las mayores problemáticas era el hecho de que las capacidades de fiscalización de una COREMA se limitaban a proyectos que habían ingresado al sistema de evaluación de impacto ambiental (SEIA) y que ya contaban con una resolución de calificación ambiental (RCA) aprobatoria. Además, la CONAMA no tenía influencia sobre los otros órganos fiscalizadores ya existentes, como la Corporación Nacional Forestal o la Dirección General de Aguas. Un informe de 2005 de la Organización para la Cooperación y el Desarrollo Económicos y la Comisión Económica para América Latina y el Caribe señala que no existía suficiente personal para realizar las inspecciones en terreno, así como que «la CONAMA posee escaso control sobre el nivel de cumplimiento y fiscalización de la normativa ambiental por parte de las entidades sectoriales».
Desde la implementación de la ley N°19.300, la única vía de fiscalización ambiental en Chile se ejercía por medio de los organismos sectoriales que poseían atribuciones legales para fiscalizar el cumplimiento de las normas y condiciones acordadas y aprobadas en las DIA o EIA. Si se detectaba un incumplimiento de estas normas y condiciones, las autoridades debían notificar a la COREMA o CONAMA, para que ésta procediera a cursar en contra de la actividad o industria una amonestación, una multa de máximo 500 unidades tributarias mensuales o incluso la revocación o aceptación de la DIA o EIA. Además, existía un mecanismo de participación social en el que las personas podían denunciar a las municipalidades correspondientes por el incumplimiento de normas ambientales, para que después la alcaldía pusiera la denuncia en conocimiento del ente fiscalizador competente. El texto legal define la responsabilidad en materia ambiental y crea jurídicamente la responsabilidad por daño ambiental. Ésta hace nacer una acción que puede terminar en una sentencia judicial que obligue al responsable a reparar el daño que haya causado al medio ambiente.
Sin embargo, este mecanismo fue criticado debido a varios factores, entre ellos el hecho de que los dictámenes sancionatorios emitidos desde la CONAMA o COREMA podían ser revocados por medio de la justicia civil o penal, que constituían órganos no especializados en materias ambientales; además, solo podían ser fiscalizados aquellas empresas o actividades que contarán con EIA o DIA, dejando fuera empresas que no se sometieron al SEIA en su momento y que sólo estaban sujetas a fiscalización sectorial. Más aún, los titulares de la RCA solamente podían ser sometidos a este proceso sancionatorio si ocurría daño ambiental señalado en la DIA o EIA.
Lamentablemente éstos eran los únicos mecanismos por los cuales se podía fiscalizar ambientalmente a una empresa. Y como no existía un ente coordinador administrativo, se generaban las mismas actividades de monitoreo por parte de distintos organismos o existían conflictos sobre las normativas por los cuales eran regidos. Y por último, las COREMA y CONAMA eran organismos de poco poder político, ya que estos se hallaban presentes en menor jerarquía con rotación de miembros cada dos años, comandados por la Secretaría General de la Presidencia, lo que los hacía fácilmente susceptibles a decisiones políticas e incluso empresariales. 
Esto también conllevaba al hecho de que la CONAMA no podía imponer los cambios necesarios a las normativas como para mejorar sus mecanismos administrativos.

### Reforma de 2010
Debido a estas y otras falencias político-administrativas que poseía la legislación medioambiental, en 2008 la presidenta Michelle Bachelet presenta al Congreso Nacional una reforma a la ley N°19300 por medio de la ley 20.417 que «Crea el Ministerio, el Servicio de Evaluación Ambiental y la Superintendencia del Medio Ambiente», el cual tenía como una de sus metas aclarar y definir de mejor forma las metodologías de fiscalización nacional, buscando crear un agente imparcial que fiscalice y supervigile la ejecución de las normativas ambientales en Chile, además de poder coordinar los esfuerzos y labores sectoriales, nace la figura de la Superintendencia de Medio Ambiente (SMA).

### Proyecto de reforma "Permisología"

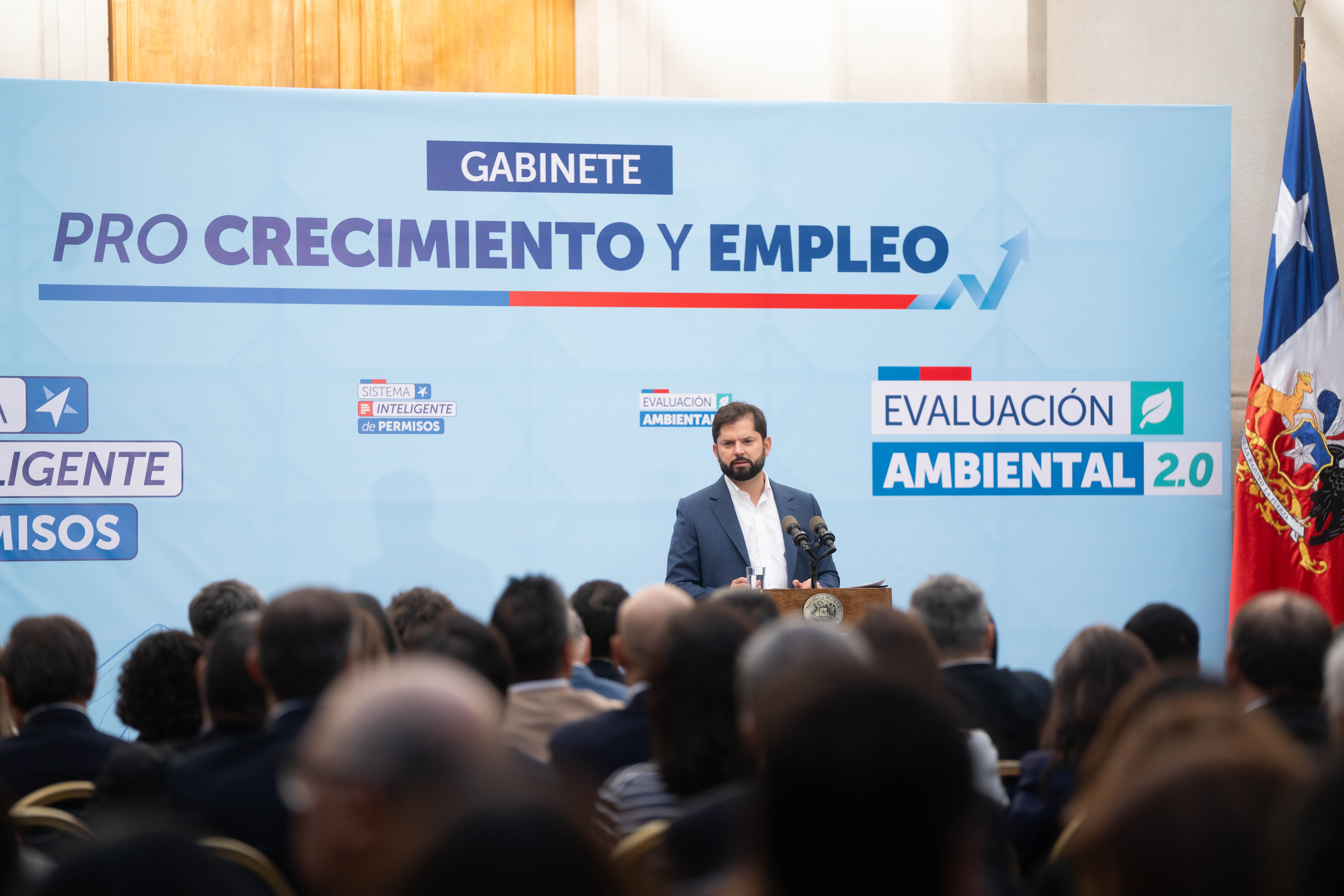
Presidente de la República, Gabriel Boric Font, presenta los proyectos de ley Sistema Inteligente de Permisos y Evaluación Ambiental 2.0 (enero de 2024).

El proyecto de reforma ambiental conocido como “Permisología” corresponde al Proyecto de Ley Marco de Autorizaciones Sectoriales (Boletín Nº 16.566-03), ingresado al Congreso Nacional en enero de 2024 junto con la Evaluación Ambiental 2.0, con el fin de crear un Sistema Inteligente de Permisos' que simplifique y coordine la tramitación de autorizaciones sectoriales en diferentes organismos del Estado.
La reforma propone, en primer lugar, la creación de un Servicio para la Regulación y Evaluación Sectorial (SERES), un organismo técnico y descentralizado que centralizaría la gestión de todas las autorizaciones sectoriales. Además, el proyecto de ley plantea estandarizar los procedimientos y fijar plazos máximos para la emisión de cada permiso, de modo de dar mayor certeza y predictibilidad al proceso. Para facilitar el seguimiento y la trazabilidad de las solicitudes, se contempla el desarrollo de una plataforma digital única, que concentre toda la información y permita una gestión más transparente. Finalmente, la iniciativa incluye la adaptación puntual de diversas normas sectoriales —que regulan ámbitos tan variados como el agua, la minería, el patrimonio y la construcción— para integrarlas al nuevo marco regulatorio y armonizar su aplicación.
El Gobierno, encabezado por el Presidente Gabriel Boric y apoyado por el Ministerio del Medio Ambiente, ha insistido en que la reforma permitirá “construir un Estado más ágil y eficiente, que genere condiciones para potenciar las inversiones manteniendo altos estándares ambientales y sociales”.
 Además, el Ministerio del Medio Ambiente inició en febrero de 2025 una consulta pública sobre la Fase 2 de modificación del reglamento del Sistema de Evaluación de Impacto Ambiental, subrayando que estas medidas “modernizan y hacen más eficiente la evaluación ambiental”.
Desde el sector industrial del país, gremios empresariales como el Consejo Minero han valorado positivamente la iniciativa, señalando que “la obtención de autorizaciones sectoriales se ha convertido en una de las restricciones críticas a la materialización de inversiones en Chile” y que la ley “responde a una necesidad urgente de reducir tiempos de tramitación y otorgar mayor certeza jurídica”.
Organizaciones ambientales y movimientos territoriales han criticado la permisología por considerar que “la simplificación excesiva del SEIA y la creación de un único servicio técnico amenazan el principio preventivo y el derecho de las comunidades a participar en la evaluación de proyectos”. Estos grupos también advierten que el rebajar los controles administrativos podría aumentar el riesgo de conformación de “zonas de sacrificio” y también la debilitación en materias de protección de ecosistemas vulnerables. 
a este mismo respecto, "el miércoles 9 de abril, organizaciones socioambientales a nivel nacional acudieron a una rueda de prensa en la Sede del Parlamento en Valparaíso, hito gestionado por la Diputada ecologista Viviana Delgado y quien en su intervención reafirmó su completa oposición al proyecto de Ley de Autorizaciones Sectoriales (Boletín N° 16566-3) -denominado “Ley de Permisología”- en conjunto con un grupo de parlamentarios: Camila Musante, Hernán Palma, Ericka Ñanco, Ana María Gazmuri, Jaime Mullet y Félix González, los que unánimemente exigieron del gobierno, el retiro inmediato de la suma urgencia a dicho proyecto de ley, impuesta por el empresariado en conjunto con el gobierno quienes pretenden supuestamente agilizar los trámites de permisos para proyectos de inversión en Chile y es parte del paquete normativo llamado “Pacto Fiscal” compuesto también por los proyectos de ley de  Reforma a la Institucionalidad Ambiental y de la Administración del Borde Costero y Concesiones Marítimas, todo lo cual a juicio de los ambientalistas lo que realmente busca es: la eliminación de las ya débiles normas ambientales actuales, la eliminación de la participación de los habitantes de los territorios y la criminalización de los las integrantes de organizaciones que defienden su biodiversidad".
Por otra parte, una investigación desarrollada por CIPER en enero de 2025 concluyó que la mayor parte de las demoras en el Sistema de Evaluación de Impacto Ambiental (SEIA) proviene de las suspensiones solicitadas por los titulares de los proyectos, que pueden extender los plazos hasta seis meses o más; además, identifica cuellos de botella en permisos sectoriales como concesiones marítimas y autorizaciones del Consejo de Monumentos Nacionales, y debate la posible eliminación del Comité de Ministros como instancia de apelación para ahorrar entre seis y doce meses. La investigación advierte que la reforma de “permisología” se centra en acelerar trámites sin abordar estas causas reales de atraso, corre el riesgo de debilitar la participación ciudadana e indígena y podría priorizar intereses económicos sobre la protección ambiental y la justicia territorial.

## Estructura y funciones
La legislación contemplaba cinco pilares básicos:
- la Comisión Nacional del Medio Ambiente, a cargo de las definiciones de política y regulación; A esta institución se le asigna el rango de ministerio por ley N° 20.173[23] del año 2007 y se le convierte en ministerio por ley Ley N.º 20.417 de 2010[24] en el Ministerio del Medio Ambiente
- la Superintendencia del Medio Ambiente, como organismo central del modelo de fiscalización;
- el Servicio de Evaluación Ambiental, a cargo de los temas de gestión;
- los Tribunales Ambientales, ligados a otro proyecto de ley y
- el Consejo de Ministros para la Sustentabilidad, como organismo de deliberación política.

Posterior a la reforma de 2010, la ley N° 19.300 fue reestructurada en varias secciones. 

### Ley N° 19.300
La principal que es sobre Bases Generales del Medio Ambiente se encuentra dividido en seis títulos:

#### Título I: Disposiciones generales
Este título contiene definiciones de conceptos como Biodiversidad, Cambio climático, Daño ambiental, Efecto sinérgico, Medio Ambiente, Normas de emisión, entre otras.
En este título también se obliga al Estado la facilitación de la participación ciudadana, el acceso a la información ambiental y promover campañas educativas destinadas a la protección del medio ambiente; además señala que los órganos estatales deberán propender a la adecuación ambiental.

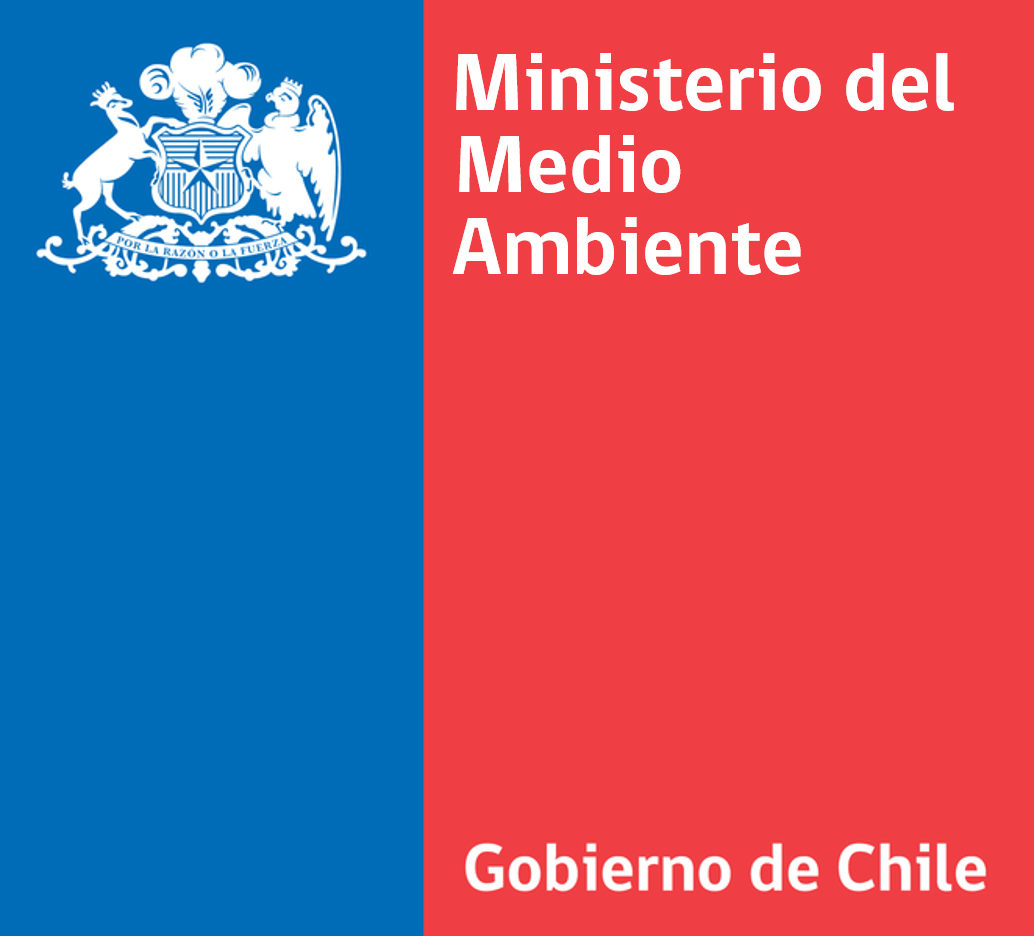
Logo del Ministerio del Medio Ambiente de Chile.

#### Título II: De los instrumentos de gestión ambiental
Este título define los conceptos de educación y de investigación; se crea el concepto de Evaluación Ambiental Estratégica a la cual todos los proyectos y políticas de carácter normativo general; la definición del Sistema de Evaluación de Impacto Ambiental, la creación del Servicio de Evaluación Ambiental (SEA), la definición de lo que son las Declaraciones de Impacto Ambiental (DIA) y Estudios de Impacto Ambiental (EIA), los procesos de ingreso, evaluación, aprobación y seguimiento de los proyectos que obtienen las Resoluciones de Calificación Ambiental (RCA). Este título también define los mecanismos de participación de la comunidad en el procedimiento de Evaluación de Impacto Ambiental y sobre cómo se debe acceder a la información ambiental.
En este título además se definen los conceptos de Normas de Calidad Ambiental primarios y secundarios que posteriormente serán definidos como:
Norma Primaria de Calidad Ambiental: aquella que establece los valores de las concentraciones y períodos, máximos o mínimos permisibles de elementos, compuestos, sustancias, derivados químicos o biológicos, energías, radiaciones, vibraciones, ruidos o combinación de ellos, cuya presencia o carencia en el ambiente pueda constituir un riesgo para la vida o la salud de la población.
Norma Secundaria de Calidad Ambiental aquella que establece los valores de las concentraciones y períodos, máximos o mínimos permisibles de sustancias, elementos, energía o combinación de ellos, cuya presencia o carencia en el ambiente pueda constituir un riesgo para la protección o la conservación del medio ambiente, o la preservación de la naturaleza.
También son definidos los conceptos de preservación de la Naturaleza y Conservación del Patrimonio Ambiental, esto último por medio de la creación del Sistema Nacional de Áreas Silvestres Protegidas. Además se indican como se establecen las Normas de emisión. El párrafo 6° hace referencia de los planes de manejo, prevención o descontaminación; el párrafo 7° define los procesos de reclamación en contra de las sentencias y decretos.

#### Título III: De la responsabilidad por daño ambiental
Esta parte de la ley define el concepto de Daño Ambiental, quien es el responsable de este, cuales son sus responsabilidades y como debe ser el procedimiento sancionatorio, el cual está a cargo de los Tribunales Ambientales de Chile.

#### Título IV: De la fiscalización
Se define el concepto de fiscalización ambiental, sus funciones y etapas de aplicación; este señala que la Superintendencia del Medio Ambiente de Chile es la que se halla a cargo de la fiscalización ambiental.

#### Título V: Del fondo de protección ambiental
Este señala que se debe crear un Fondo de Protección Ambiental que tendrá como fin el financiamiento de proyectos dirigidos a la protección o reparación del medio ambiente, el desarrollo sustentable, la preservación de la naturaleza o la conservación del patrimonio ambiental.

#### Título VI: Del Ministerio del Medio Ambiente
Este título final crea el Ministerio del Medio Ambiente y define las obligaciones del ministerio, junto con su organización, los consejos consultivos del ministerio y del personal; además señala la creación del Consejo de Ministros para la Sustentabilidad, que se haya compuesto por presidido el ministro del Medio Ambiente, compuesto por el ministro de Agricultura, el de Hacienda, de Salud, de Economía, de Energía, de Obras Públicas, de Vivienda y Urbanismo, de Transporte, de Minería y de Planificación. Este además explica su naturaleza y funciones.
Por último, define la creación del Servicio de Evaluación Ambiental, sus obligaciones, su organización, la creación de las Direcciones Regionales de Evaluación Ambiental y como serán calificados los proyectos.

### Ley Orgánica de la Superintendencia del Medio Ambiente

Logotipo de la Superintendencia del Medio Ambiente.

Junto con la reforma a la ley N°19.300, la ley N° 20.417 integró como un único artículo la creación de la Ley Orgánica de la Superintendencia del Medio Ambiente, la cual rige y dicta el funcionamiento de esta.

#### Título I: De la Superintendencia del Medio Ambiente
En este título se definen la naturaleza, atribuciones y funciones del organismo público, como debe organizarse, el personal que conformará el servicio y el patrimonio.

#### Título II: De la fiscalización ambiental
Se definen lo que es la fiscalización y las atribuciones de la SMA, como las RCA, los Planes de Prevención, Planes de Descontaminación, Normas de Calidad, Normas de Emisión, elaboración de programas y subprogramas de fiscalización, coordinación de otros entes fiscalizadores ambientales estatales.
En función a lo último, el año 2014 se crea la Red Nacional de Fiscalización Ambiental (RENFA); los organismos inscritos y que son participantes de la RENFA, incluida la misma SMA, son la Comisión Chilena de Energía Nuclear (CCHEN), el Consejo de Monumentos Nacionales (CMN), la Corporación Nacional de Desarrollo Indígena (CONADI), la Corporación Nacional Forestal (CONAF), la Dirección General del Territorio Marítimo y Marítima mercante (DIRECTEMAR), la Dirección de Vialidad, la Dirección General de Aguas (DGA), el Servicio Agrícola y Ganadero (SAG), el Servicio Nacional de Geología y Minería (SERNAGEOMIN), el Servicio Nacional de Pesca y Acuicultura (SERNAPESCA), la Subsecretaría de Pesca y Acuicultura (SUBPESCA), la Subsecretaría de Salud Pública (SSP), la Subsecretaría de Transporte (SUBTRANS), la Superintendencia de Electricidad y Combustible (SEC) y la Superintendencia de Servicios Sanitarios (SISS).
El título segundo además define cómo se deben realizar las inspecciones, mediciones y análisis; Además dicta la creación del Sistema Nacional de Información de Fiscalización Ambiental (SNIFA) que tiene de forma pública y actualizada información sobre los procesos de fiscalización y sancionatorios realizados por la SMA.

#### Título III: De las infracciones y sanciones
Este título habla acerca de las potestad que la SMA posee para cursar infracciones y sanciones. Además señala el procedimiento sancionatorio, normas generales y los recursos en contra de los procesos sancionatorios que la SMA puede dictar.

### Otros artículos de la Ley N° 20.417
La reforma de 2010 también modificó otros cuerpos legales, como la Ley General de Pesca y Acuicultura, la Ley de Monumentos nacionales, parte de la ley de 1977 del Ministerio de Tierras y Colonización, la Ley Orgánica Constitucional de Municipalidades, el decreto que establece funciones y estructura del Ministerio de Agricultura, el Código de Aguas y la Ley que crea la Superintendencia de Servicios Sanitarios.

### Ley N° 20.600 que Crea los Tribunales Ambientales
Aun cuando los Tribunales Ambientales no fueron creados junto con la reforma de 2010, la modificación ocurrida a la Ley sobre Bases de Medio Ambiente, incluyó en su estructura la aparición de Tribunales Ambientales. El año 2012 entra en funcionamiento uno de los tres tribunales ambientales; para finales de 2017 ya se hallaban en operaciones los tres tribunales especializados en el ámbito de jurisdicción ambiental.

## Lectura adicional
- Guzmán Rosen, Rodrigo Alejandro (2016). Derecho ambiental chileno: principios, instrucciones, instrumentos de gestión (2a. edición edición). Santiago de Chile: Planeta Sustentable. ISBN 9789568937065. OCLC 890079161. Consultado el 1 de noviembre de 2019.